# Ugandische Fußballnationalmannschaft
Die ugandische Fußballnationalmannschaft ist die Fußballnationalmannschaft von Uganda. Sie untersteht der Federation of Uganda Football Associations. Der Mannschaft ist es bisher noch nicht gelungen, sich für eine Fußball-Weltmeisterschaft zu qualifizieren. Bisher ist der größte Erfolg Ugandas der zweite Platz bei dem Afrika-Cup 1978.

## Turniere

### Weltmeisterschaft
- 1930 bis 1974 – keine Teilnahme
- 1978 – nicht qualifiziert
- 1982 – zurückgezogen
- 1986 – nicht qualifiziert
- 1990 – nicht qualifiziert
- 1994 – zurückgezogen
- 1998 bis 2022 – nicht qualifiziert

In der Qualifikation für die WM 2014 in Brasilien traf Uganda auf Angola, den Senegal und Liberia, das nach dem Rückzug von Mauritius für die 2. Runde qualifiziert war. Uganda wurde Gruppenzweiter und verpasste damit die Qualifikation.

### Afrikameisterschaft
- 1957 – keine Teilnahme
- 1959 – keine Teilnahme
- 1962 – Vierter Platz
- 1963 – zurückgezogen
- 1965 – nicht qualifiziert
- 1968 – Vorrunde
- 1970 – nicht qualifiziert
- 1972 – nicht qualifiziert
- 1974 – Vorrunde
- 1976 – Vorrunde
- 1978 – Zweiter Platz
- 1980 – zurückgezogen
- 1982 – zurückgezogen
- 1984 bis 1988 – nicht qualifiziert
- 1990 – zurückgezogen
- 1992 bis 2015 – nicht qualifiziert
- 2017 – Vorrunde
- 2019 – Achtelfinale
- 2022 bis 2024 – nicht qualifiziert
- 2025 – qualifiziert

### Afrikanische Nationenmeisterschaft
- 2009: nicht qualifiziert
- 2011: Vorrunde
- 2014: Vorrunde
- 2016: Vorrunde
- 2018: Vorrunde
- 2021: Vorrunde
- 2023: qualifiziert

### Ost- und Zentralafrikameisterschaft
- 1973 – Ost- und Zentralafrikameister
- 1974 – Zweiter
- 1975 – Halbfinale
- 1976 – Ost- und Zentralafrikameister
- 1977 – Ost- und Zentralafrikameister
- 1978 – Vierter
- 1979 – Vorrunde
- 1980 – nicht teilgenommen
- 1981 – Vierter
- 1982 – Zweiter
- 1983 – Dritter
- 1984 – Dritter
- 1985 – Vierter
- 1987 – Dritter
- 1988 – Vorrunde
- 1989 – Ost- und Zentralafrikameister
- 1990 – Ost- und Zentralafrikameister
- 1991 – Dritter
- 1992 – Ost- und Zentralafrikameister
- 1994 – Zweiter
- 1995 – Team A: Vorrunde – Team B: Zweiter
- 1996 – Ost- und Zentralafrikameister
- 1999 – Viertelfinale
- 2000 – Team A: Ost- und Zentralafrikameister – Team B: Zweiter
- 2001 – Viertelfinale
- 2002 – Vierter
- 2003 – Ost- und Zentralafrikameister
- 2004 – Vorrunde
- 2005 – Vierter
- 2006 – Dritter
- 2007 – Dritter
- 2008 – Ost- und Zentralafrikameister
- 2009 – Ost- und Zentralafrikameister
- 2010 – Dritter
- 2011 – Ost- und Zentralafrikameister
- 2012 – Ost- und Zentralafrikameister
- 2013 – Viertelfinale
- 2015 – Ost- und Zentralafrikameister
- 2017 – Dritter
- 2019 – Ost- und Zentralafrikameister
- 2021 – Vorrunde (als U-23-Meisterschaft ausgetragen)

## Bekannte Spieler

### Ehemalige
- Paul Hasule (1959–2004) war als Spieler und Trainer insgesamt 25 Jahre in der Nationalmannschaft aktiv.
- Magid Musisi (1968–2005) war der erste ugandische Fußballprofi in Europa. Er spielte für Rennes, Bursaspor, Dardanelspor sowie für mehrere ugandische Klubs. Sein Spitzname war „Magic Musisi“. Er starb 2005 nach langer Krankheit.
- Tenywa Bonseu (* 1976) spielte zuletzt für die Pittsburgh Riverhounds in der USL Second Division, der dritthöchsten US-amerikanischen Liga. Er spielte auch schon in der höchsten Liga, der Major League Soccer, für die Franchises Dallas Burn, Columbus Crew und NY/NJ Metro Stars.
- Charles Livingstone Mbabazi (* 1980) spielte in der irischen Liga für St Patrick’s Athletic. Dort war er Publikumsliebling, ehe er 2003 wegen Herzproblemen seine Karriere beenden musste. Seine Popularität als erster afrikanischer Fußballprofi in Irland hält weiter an.
- Ibrahim Sekagya (* 1980) hatte seine erfolgreichste Zeit bei Red Bull Salzburg, mit denen er dreimal die österreichische Meisterschaft sowie einmal den österreichischen Pokal gewann, und war Kapitän der Nationalmannschaft.
- Eugene Sseppuya (* 1983) spielte zuletzt in Tadschikistan für den FC Istiklol. Zuvor hatte er kurzzeitige Stationen bei verschiedenen Vereinen in mehreren Ländern, bei denen er sich nicht durchsetzen konnte (z. B. Colorado Rapids, FK Vojvodina, Northern Fury FC, Petrolul Ploiești)
- David Obua (* 1984) spielte zuletzt in Schottland bei Heart of Midlothian. 2005 wurde er zum „Spieler des Jahres“ in der südafrikanischen Premier Soccer League gewählt.

### Aktuelle
- Joseph Kizito (* 1982) spielt aktuell in der heimischen Liga für den SC Victoria University, nachdem er zuvor sieben Jahre in Serbien für den FK Srem, FK Vojvodina und Partizan Belgrad aktiv war.

## Ehemalige Trainer
| Name des Trainers  | Zeitraum  |
| ------------------ | --------- |
| Alan Rogers        | 1965–1966 |
| Robert Kiberu      | ??–1969   |
| Burkhard Pape      | 1969–1972 |
| David Otti         | 1973–1974 |
| Otto Westerhoff    | 1974–1975 |
| Peter Okee         | 1976–1981 |
| Bidandi Ssali      | 1982      |
| Peter Okee         | 1983      |
| George Mukasa      | 1984–1985 |
| Barnabas Mwesiga   | 1986–1988 |
| Robert Kiberu      | 1988–1989 |
| Polly Ouma         | 1989–1995 |
| Timothy Ayieko     | 1995–1996 |
| Paul Hasule        | 1999      |
| Harrison Okagbue   | 1999–2001 |
| Paul Hasule        | 2001–2003 |
| Pedro Pasculli     | 2003      |
| Leo Adraa          | 2003–2004 |
| Mike Mutebi        | 2004      |
| Muhammed Abbas     | 2004–2006 |
| Csaba László       | 2006–2008 |
| Bobby Williamson   | 2008–2013 |
| Milutin Sredojević | 2013–2017 |
| Sébastien Desabre  | 2017–2019 |
| Johnny McKinstry   | 2019–2021 |
| Abdallah Mubiru    | 2021      |
| Milutin Sredojević | 2021–2023 |
| Morley Beyekwaso   | 2023      |
| Paul Put           | 2023–     |